# Каши Рао Холкар
Шримант Сардар Каши Рао Холкар V Субедар Бахадур (хинди काशीराव होल्कर; 1764—1808) — 5-й махараджа Индаура из маратхской династии Холкар (15 августа 1797 — январь 1799).

## Биография
Родился в 1764 году. Старший сын Шриманта Сардара Тукоджи Рао Холкара (1723—1797), махараджи Индаура (1795—1797), от его первой жены Шримант Акханд Субхагьявати Деви Ахилябай Сахиб Холкар.
Смерть Тукоджи Рао оказалась катастрофической для интересов клана Холкар, поскольку ознаменовала начало периода длительной вражды между его четырьмя сыновьями Каши Рао Холкаром, Малхаром Рао II Холкаром, Яшвантом Рао Холкаром и Витходжи Рао Холкаром. Но для обеспечения трона Холкаров Тукоджи оставил двух сыновей, Каши Рао и Малхара Рао II.
Тукоджи Рао при жизни, проживая в Пуне, объявил старшего сына Каши Рао своим преемником, но он был инвалидом и прелюбодействовал, и по этой причине общественность и солдаты также не любили Каши Рао и предпочитали Малхара Рао в качестве правителя. Поскольку Малхар Рао обладал всеми качествами хорошего администратора и хорошего военачальника, Малхар Рао, Виттоджи Рао и Яшвант Рао выступили против Каши Рао и потребовали, чтобы Малхар Рао стал лидером династии Холкар, сменив Тукоджи Рао Холкара.
Каши Рао также был человеком слабого интеллекта. Его брат Малхар Рао был отлит в другой форме. Он был человеком большой активности и энергии и отличался неспокойным нравом. В 1791—1792 годах он доставил большие неприятности, совершая набеги и опустошая земли, принадлежащие как Холкарам, так и другим соседним вождям. В конце концов он был взят под контроль силами под командованием Рао Рао Аппаджи и Дудренека. Его отец был в ярости и в одном письме пожаловался Ахилии Бай на его плохое воспитание. Малкольм утверждает, что Ахилия Бай и Тукоджи Рао Холкар хотели, чтобы Каши Рао и Малхар Рао занимали должности, аналогичные тем, которые занимали они сами — Каши Рао был административным главой Махешвара, а Малхар Рао стал главнокомандующим войсками. Переписка в государственных архивах, однако, никоим образом не подтверждает эту предполагаемую договоренность; напротив, она убедительно показывает, что после смерти Ахилии Бай Тукоджи стремился обеспечить преемственность своего старшего сына Каши Рао. Существует множество писем, написанных Тукоджи Каши Рао, когда его здоровье начало ухудшаться, в которых он убеждал его прийти к нему, чтобы обеспечить его преемственность на престоле из рода Холкаров, обвиняя его в промедлении и утверждая, что он заручился поддержкой клана Шинде из княжества Гвалиор. В 1796 году он предстал перед своим отцом и был официально наделен хилатом в качестве его наследника. Каши Рао написал Раму Рао Аппаджи во вторник, 8 ноября 1796 года. «Мой отец был очень болен, и я пришел сюда форсированным маршем, чтобы навестить его. Он подарил мне почетное платье, признав меня своим преемником. Это так разозлило Малхара Рао, что он покинул наш лагерь и остановился недалеко от пешвы. Я не знаю, каковы его намерения. Пожалуйста, примите меры, чтобы следить за его действиями».
С момента смерти их отца Каши Рао и Малхар Рао, два брата, начали бороться за престол Индаура. Малхар Рао бросился на защиту пешвы, в то время как Каши Рао заручился поддержкой клана Шинде с помощью министра последней Сарье Рао Гатке. Однако между двумя братьями было достигнуто примирение под предлогом предотвращения гражданской войны, что было подтверждено самыми торжественными клятвами.
Когда Каши Рао почувствовал, что его власть в опасности, он обратился за помощью к Даулату Рао Шинде из Гвалиора, который, как считалось, завидовал Холкарам из-за растущего влияния и могущества этого дома в Северной Индии. 14 сентября 1797 года Даулат Рао Шинде внезапно напал на Малхара Рао и убил его. Его малолетний сын попал в руки Шинде, который сразу же отдал его под надежную опеку. Яшвант Рао и его брат Витходжи, однако, бежали, первый в Нагпур, а второй в Колхапур. Яшвант Рао Холкар нашел убежище в Рагходжи II Бхонсле в Нагпуре. Когда Шинде узнал об этом, он попросил Рагходжи II Бхонсле арестовать Яшванта Рао Холкара. Яшвант Рао был арестован 20 февраля 1798 года. Бхавани Шанкар Хатри, который был с Яшвантом Рао, помог ему бежать, и они оба бежали из Нагпура 6 апреля 1798 года.
Общественная поддержка Яшванта Рао Холкара росла. Многие воины также присоединились к армии Яшванта Рао Холкара. Анандрао Павар, король Дхара, также помог Яшванту Рао, поскольку он также оказался полезным Анандрао в подавлении восстания одного из его министров, Рангнатха. Яшвант Рао Холкар разбил армию Шевелье Даддреса близ Касравада и захватил Махешвар. В январе 1799 года Яшвант Рао был коронован правителем династии Холкар в соответствии с индуистскими ведическими обрядами и стал преемником Каширао с февраля 1799 года в качестве шестого правителя королевства Холкар.
Попытался примириться и вернулся в Махешвар в августе 1801 года, но в сентябре вернулся в Гвалиор, где вскоре был заключен вместе с другими членами семьи Холкар в форт Асиргарх. Впоследствии освобожден и ему разрешено жить под защитой клана Шинде в доме недалеко от Бурханпура, но позже заключен в форт Гална. В 1808 году он был убит по секретному приказу своего брата Ясванта Рао Холкара, во время восстания Бхилей, в горах близ Чандора.